# Санок
Санок (пољ. Sanok) град је у Пољској у Војводству поткарпатском. По подацима из 2012. године број становника у месту је био 39 375.

## Становништво
| 2012.  |
| ------ |
| 39 375 |

## Партнерски градови
- Рајнхајм
- Ђенђеш
- Естерсунд
- Камјањец-Подиљски